# Australoxenella bathurstensis
Australoxenella bathurstensis är en skalbaggsart som beskrevs av Henry Fuller Howden och Ross Storey 1992. Australoxenella bathurstensis ingår i släktet Australoxenella och familjen Aphodiidae. Inga underarter finns listade.